# Selam Tesfaye
Selam Tesfaye (tiếng Amhara: ሰላም ተስፋዬ) là một nữ diễn viên điện ảnh người Ethiopia.
Cô có vai nữ chính trong bộ phim Crumbs, do Miguel Llansó đạo diễn, và được quảng bá là bộ phim khoa học viễn tưởng đầu tiên do người Ethiopia sản xuất.
Vào tháng 9 năm 2018, Selam đã giành giải Nữ diễn viên xuất sắc nhất tại Giải thưởng âm nhạc Addis lần thứ 9, cho bộ phim Yabedech Yarada Lij.